# Anthracites nitidus
Anthracites nitidus är en insektsart som beskrevs av Ludwig Redtenbacher 1891. Anthracites nitidus ingår i släktet Anthracites och familjen vårtbitare. Inga underarter finns listade i Catalogue of Life.